# Gelbziesel
Der Gelbziesel (Spermophilus fulvus) ist eine Hörnchenart aus der Gattung der Ziesel (Spermophilus). 

## Merkmale
Der Gelbziesel ist ein vergleichsweise großer Ziesel und erreicht eine Kopf-Rumpf-Länge von etwa 22,4 bis 32,3 Zentimetern bei einem Gewicht von etwa 290 bis 600 Gramm. Der Schwanz wird etwa 7,1 bis 8,5 Zentimeter lang und ist damit wie bei allen Zieseln deutlich kürzer als der restliche Körper. Die Rückenfarbe ist braun-golden mit einer aschgrauen Unterwolle.
| 1 | · | 0 | · | 2 | · | 3 | = 22 |
| 1 | · | 0 | · | 1 | · | 3 | = 22 |

Die Art besitzt wie alle Arten der Gattung im Oberkiefer pro Hälfte einen zu einem Nagezahn ausgebildeten Schneidezahn (Incisivus), dem eine Zahnlücke (Diastema) folgt. Hierauf folgen zwei Prämolare und drei Molare. Im Unterkiefer besitzen die Tiere dagegen nur einen Prämolar. Insgesamt verfügen die Tiere damit über ein Gebiss aus 22 Zähnen.

## Verbreitung
Der Gelbziesel kommt östlich der Wolga und nordöstlich des Kaspischen Meeres in Russland, Kasachstan, Usbekistan, dem westlichen Tadschikistan und Turkmenistan sowie in isolierten Populationen im nordöstlichen Iran und dem nördlichen Afghanistan vor. Thorington et al. 2012 geben zudem ein Vorkommen in Xinjiang in der Volksrepublik China an, das jedoch zuvor von Smith & Yan Xie 2009 nicht erwähnt wurde.
Darüber hinaus konnte sich die Art an verschiedenen Stellen außerhalb des ursprünglichen Verbreitungsgebietes ansiedeln und etablieren.

## Lebensweise

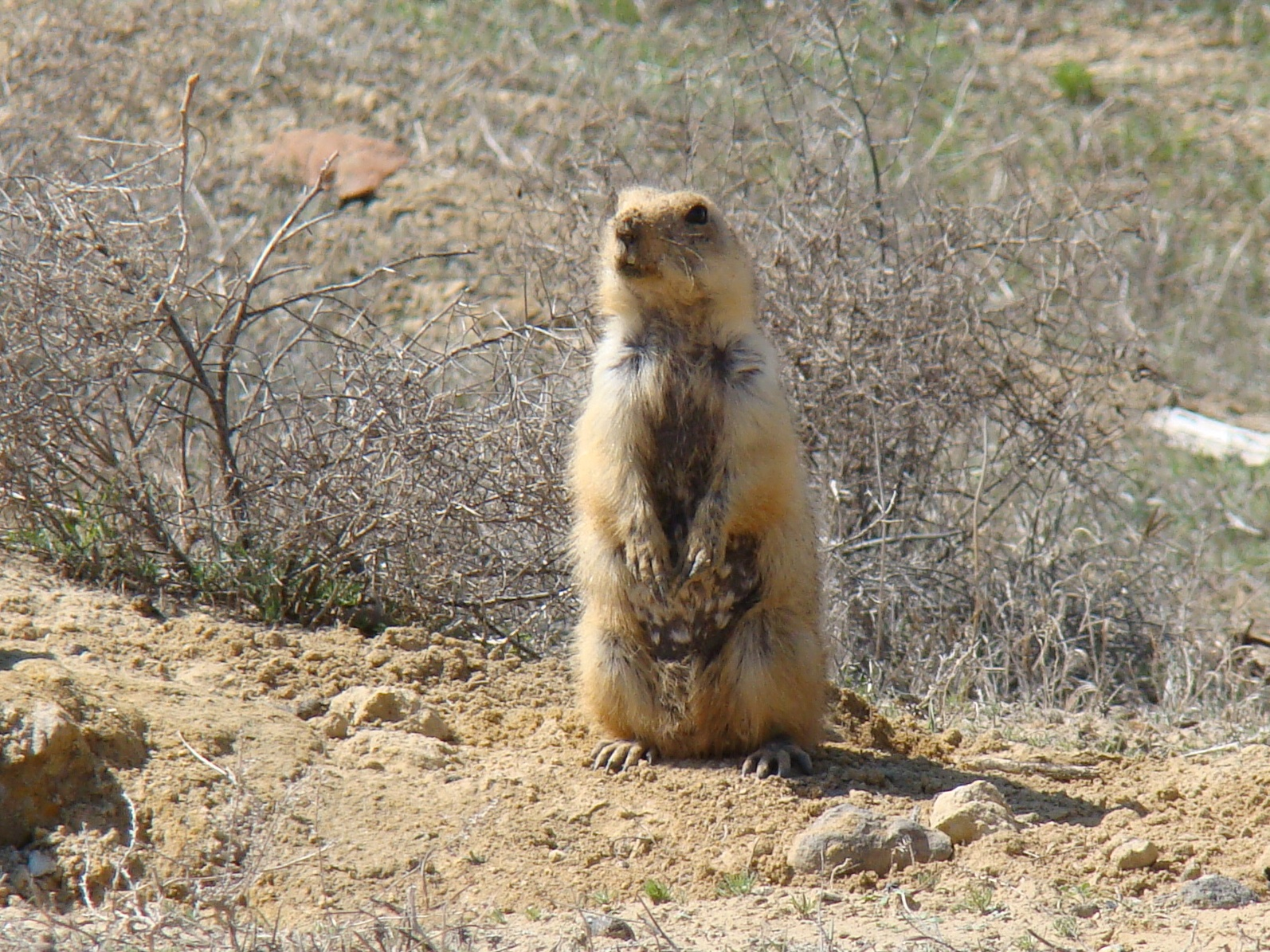
Der Gelbziesel aufrecht stehend

Der Gelbziesel ist ein tagaktives Erdhörnchen. Es lebt vor allem in Wüsten und Halbwüstengebieten mit Sand-, Lehm- oder Lössböden und ernährt sich überwiegend von Pflanzenteilen, insbesondere Wurzeln und Knollen verschiedener Wüstenpflanzen sowie der oberirdischen Teile von Salzpflanzen. Die Tiere leben solitär und sind territorial, sie verteidigen ein relativ großes Revier gegenüber Artgenossen. In den Revieren legen sie einen einzelnen Bau an. Manchmal werden verlassene Bau der Großen Rennmaus (Rhombomys opimus) genutzt. Gelegentlich wandern sie, wenn ihre Reviere von der Schneeschmelze überschwemmt werden oder wenn sie nicht ausreichend Nahrung finden.
Die Tiere verbringen den Winter wie andere Ziesel in einem langen Winterschlaf, der vom September bis Mitte Mai reicht. Über die Fortpflanzung liegen keine Daten vor. Der Gelbziesel kommt sympatrisch mit dem Rotgelben Ziesel (Spermophilus major) im südlichen Drittel dessen Verbreitungsgebietes vor und regional kommt es zu Hybriden dieser beiden Arten.
Neben dem Kleinziesel (Spermophilus pygmaeus), der Großen Rennmaus und der Mittagsrennratte (Meriones meridianus) gehört der Gelbziesel zu den potenziellen Überträgern der unter Nagetieren verbreiteten und durch den Pesterreger Yersinia pestis verursachten „sylvatic (bubonic) plague“. Insgesamt wurden sieben Arten von Kokzidien beim Gelbziesel nachgewiesen.

## Systematik
Der Gelbziesel wird als eigenständige Art innerhalb der Gattung der Ziesel (Spermophilus) eingeordnet, die nach aktuellem Stand nach einer Revision der Gattung aus 15 Arten besteht. Die wissenschaftliche Erstbeschreibung stammt von dem Naturforscher Martin Hinrich Lichtenstein aus dem Jahr 1823. Er beschrieb die Art anhand von Individuen aus Kasachstan östlich des Mugodschar-Gebirges und nördlich des Aralsees.
Innerhalb der Art werden gemeinsam mit der Nominatform drei Unterarten unterschieden:
- Spermophilus fulvus fulvus: Nominatform; im nördlichen Teil des Verbreitungsgebietes zwischen dem Kaspischen Meer und dem Aralsee. Er ist braun-golden mit einer aschgrauen Unterwolle und besitzt einen sandfarbenen Rumpf.
- Spermophilus fulvus hypoleucus: im nordöstlichen Iran. Die Form hat einen weißen Bauch und erscheint sandfarben.
- Spermophilus fulvus oxianus: im südlichen Teil des Verbreitungsgebietes. Er ist vergleichsweise klein und entspricht in der Färbung der Nominatform, der Kopf ist etwas grauer gefärbt.

## Status, Bedrohung und Schutz
Der Gelbziesel wird von der International Union for Conservation of Nature and Natural Resources (IUCN) als nicht gefährdet (Least concern) eingeordnet. Begründet wird dies durch die große Bestandszahl und das große Verbreitungsgebiet der Tiere. Innerhalb des Gebietes findet eine Bejagung der Tiere als Fleisch- und Pelzlieferant statt, die jedoch nicht als bestandsgefährdend eingestuft wird.

## Belege
1. 1 2 3 4 5 6 7 8 9 10  Richard W. Thorington Jr., John L. Koprowski, Michael A. Steele: Squirrels of the World. Johns Hopkins University Press, Baltimore MD 2012; S. 305–306. ISBN 978-1-4214-0469-1
2. 1 2  Robert S. Hoffmann, Andrew T. Smith: Spermophilus. In: Andrew T. Smith, Yan Xie: A Guide to the Mammals of China. Princeton University Press, Princeton NJ 2008, ISBN 978-0-691-09984-2, S. 193.
3. 1 2 3 4 5 6  Spermophilus fulvus in der Roten Liste gefährdeter Arten der IUCN 2015.1. Eingestellt von: K. Tsytsulina, N. Formozov,B. Sheftel, 2008. Abgerufen am 28. Juni 2015.
4. 1 2 3  Spermophilus fulvus In: Don E. Wilson, DeeAnn M. Reeder (Hrsg.): Mammal Species of the World. A taxonomic and geographic Reference. 2 Bände. 3. Auflage. Johns Hopkins University Press, Baltimore MD 2005, ISBN 0-8018-8221-4.
5. ↑  Kristofer M. Helgen, F. Russell Cole, Lauren E. Helgen, Don E. Wilson: Generic Revision in the holarctic ground squirrels genus Spermophilus. Journal of Mammalogy 90 (2), 2009; S. 270–305. doi:10.1644/07-MAMM-A-309.1